# Administrateur général de la Comédie-Française
L'Administrateur général de la Comédie-Française décide de la programmation des pièces. Il est assisté par un comité de lecture composé de six sociétaires, de membres de Conseil d'Administration, de quatre personnalités du monde des lettres et du théâtre et du doyen de la Comédie-Française.

## Liste des administrateurs
| Début de mandat    | Fin de mandat      | Administrateurs                                 | Titre et notes                                                                        |
| ------------------ | ------------------ | ----------------------------------------------- | ------------------------------------------------------------------------------------- |
| 7 février 1799     | juin 1806          | Jean-François-René Mahérault (1764-1833)        | commissaire du gouvernement près le Théâtre de la République                          |
| juin 1806          | juin 1806          | Nicolas Bernard                                 | commissaire impérial provisoire pendant la maladie de Mahérault                       |
| juin 1806          | 3 février 1813     | Jean-François-René Mahérault (1764-1833)        | commissaire impérial                                                                  |
| 3 février 1813     | 11 juin 1814       | Nicolas Bernard                                 | commissaire impérial                                                                  |
| 24 mars 1815       | 28 juin 1815       | Nicolas Bernard                                 | commissaire impérial pendant les Cent-Jours                                           |
| 1818               | 9 juillet 1825     | François Chéron (1764-1829)                     | commissaire du gouvernement                                                           |
| 9 juillet 1825     | 27 juillet 1830    | Isidore Justin Séverin Taylor (1789-1879)       | commissaire royal près le Théâtre-Français jusqu'aux Trois Glorieuses                 |
| 11 juillet 1827    | juillet 1830       | Hyacinthe Albertin (?–1840)                     | commissaire royal par intérim                                                         |
| 24 septembre 1830  | 5 avril 1831       | Édouard-Joseph-Ennemond Mazères (1796-1886)     | commissaire royal provisoire                                                          |
| 6 avril 1831       | 17 octobre 1838    | Isidore Justin Séverin Taylor (1789-1879)       | commissaire royal                                                                     |
| 8 juin 1833        | 31 juillet 1837    | Armand-François Jouslin de La Salle (1797-1863) | directeur-gérant                                                                      |
| 28 janvier 1837    | 17 octobre 1838    | Hygen-Auguste Cavé (1794-1852)                  | commissaire royal par intérim                                                         |
| 1er mars 1837      | 8 mars 1840        | Alexandre-Louis Vedel (1783-1873)               | directeur-gérant                                                                      |
| 17 octobre 1838    | 29 août 1847       | François Buloz (1803-1877)                      | commissaire royal                                                                     |
| 29 août 1847       | 2 mars 1848        | François Buloz (1803-1877)                      | administrateur                                                                        |
| 2 mars 1848        | 11 octobre 1848    | Joseph-Philippe Simon, dit Lockroy (1803-1895)  | commissaire provisoire près le Théâtre de la République                               |
| 20 octobre 1848    | 15 novembre 1849   | Eugène Bazenerye                                | commissaire provisoire près le Théâtre de la République                               |
| 13 octobre 1848    | 15 novembre 1849   | Edmond Seveste (1799-1852)                      | régisseur général faisant fonction d'administrateur                                   |
| 15 novembre 1849   | 27 avril 1850      | Arsène Houssaye (1815-1896)                     | commissaire du gouvernement près le Théâtre-Français                                  |
| 27 avril 1850      | 29 janvier 1856    | Arsène Houssaye (1815-1896)                     | administrateur du Théâtre de la République, puis du Théâtre-Français (démissionnaire) |
| 30 janvier 1856    | 21 octobre 1859    | Adolphe Simonis, dit Empis (1795-1868)          | administrateur général                                                                |
| 22 octobre 1859    | 8 juillet 1871     | Édouard Thierry (1813-1894)                     | administrateur général                                                                |
| 8 juillet 1871     | 8 octobre 1885     | Émile Perrin (1814-1885)                        | administrateur général                                                                |
| 30 mai 1885        | 20 octobre 1885    | Albert Kaempfen (1826-1907)                     | administrateur provisoire                                                             |
| 20 octobre 1885    | 23 décembre 1913   | Jules Claretie (1840-1913)                      | administrateur général                                                                |
| 1er janvier 1914   | 30 novembre 1915   | Albert Carré (1852-1938)                        | administrateur général                                                                |
| 2 décembre 1915    | 15 octobre 1918    | Émile Fabre (1869-1955)                         | administrateur général « pour la durée de la guerre »                                 |
| 15 octobre 1918    | 15 octobre 1936    | Émile Fabre (1869-1955)                         | administrateur général                                                                |
| 3 février 1934     | 3 février 1934     | Georges-Paul-Maurice Thome                      | administrateur général (ne prend pas ses fonctions)                                   |
| 15 octobre 1936    | 27 décembre 1940   | Édouard Bourdet (1887-1945)                     | administrateur général                                                                |
| 15 mai 1940        | 27 décembre 1940   | Jacques Copeau (1879-1949)                      | administrateur général par intérim                                                    |
| 27 décembre 1940   | 7 janvier 1941     | Jacques Copeau (1879-1949)                      | administrateur général (démissionnaire)                                               |
| 13 janvier 1941    | 7 mars 1941        | Léon Lamblin                                    | commissaire du gouvernement                                                           |
| 4 mars 1941        | 23 mars 1944       | Jean-Louis Vaudoyer (1883-1963)                 | administrateur général (démissionnaire)                                               |
| 24 mars 1944       | 28 juillet 1944    | André Brunot (1879-1973)                        | administrateur général provisoire                                                     |
| juillet 1944       | juillet 1944       | Jean Sarment (1897-1976)                        | administrateur général (ne prend pas ses fonctions)                                   |
| 1er septembre 1944 | 1er juillet 1945   | Pierre Dux (1908-1990)                          | administrateur général (démissionnaire)                                               |
| 1er juillet 1945   | début octobre 1945 | Joseph Denis, dit Denis d'Inès (1885-1968)      | administrateur général par intérim                                                    |
| octobre 1945       | 6 avril 1946       | André Obey (1892-1975)                          | administrateur général provisoire                                                     |
| 6 avril 1946       | 5 février 1947     | André Obey (1892-1975)                          | administrateur général (démissionnaire)                                               |
| 5 avril 1947       | 5 avril 1953       | Pierre-Aimé Touchard (1903-1987)                | administrateur général                                                                |
| 5 avril 1953       | 5 avril 1959       | Pierre Descaves (1896-1966)                     | administrateur général                                                                |
| 20 avril 1959      | 30 janvier 1960    | Claude Bréart de Boisanger (1899-1999)          | administrateur général                                                                |
| 1er juin 1960      | 31 juillet 1970    | Maurice Escande (1892-1973)                     | administrateur général                                                                |
| 1er août 1970      | 31 juillet 1979    | Pierre Dux (1908-1990)                          | administrateur général                                                                |
| 1er septembre 1979 | 31 juillet 1983    | Jacques Toja (1929-1996)                        | administrateur général                                                                |
| 1er août 1983      | 31 août 1986       | Jean-Pierre Vincent (1942-2020)                 | administrateur général                                                                |
| 1er septembre 1986 | 1er mars 1988      | Jean Le Poulain (1924-1988)                     | administrateur général                                                                |
| 1er avril 1988     | 15 juin 1988       | Claude Winter (1931-2011)                       | doyenne exerçant l'intérim                                                            |
| 15 juin 1988       | 30 avril 1990      | Antoine Vitez (1930-1990)                       | administrateur général                                                                |
| 1er mai 1990       | 5 juillet 1990     | Catherine Samie                                 | doyenne exerçant l'intérim                                                            |
| 15 juillet 1990    | 5 août 1993        | Jacques Lassalle (1936-2018)                    | administrateur général                                                                |
| 5 août 1993        | 3 août 2001        | Jean-Pierre Miquel (1937-2003)                  | administrateur général                                                                |
| 4 août 2001        | 3 août 2006        | Marcel Bozonnet                                 | administrateur général                                                                |
| 4 août 2006        | 3 août 2014        | Muriel Mayette-Holtz                            | administratrice générale                                                              |
| 4 août 2014        | 3 août 2025        | Éric Ruf                                        | administrateur général                                                                |
| 4 août 2025        | en cours           | Clément Hervieu-Léger                           | administrateur général                                                                |